# Союз славянских общин славянской родной веры
«Союз славянских общин славянской родной веры» (ССО СРВ) — одно из крупных российских объединений в рамках славянского неоязычества (родноверия). Представлено также в Украине и Беларуси.
По данным ЕГРЮЛ МОО ССО СРВ в 2023 году ликвидирована как юридическое лицо по решению суда.

## История
Из «Московской славянской языческой общины», первой неоязыческой общины Москвы, выделился ряд других, в том числе «Калужская славянская община». Последняя была создана в сентябре 1993 года в Калуге Вадимом Казаковым, учеником Алексея Добровольского (Доброслава) (одного из основателей русского родноверия). Кроме калужской части, «Московская славянская языческая община» имела отделения в Калининграде, Владимире, Ижевске и Рязани. До конца 1998 года с «Калужской общиной» тесно взаимодействовала созданная в ноябре 1993 года Обнинская ведическая община «Трояна», возглавляемая волхвом Богумилом (Д. А. Гасановым).
ССО СРВ создан в 1997 году тремя общинами из Калуги, Москвы и Обнинска (две последние вышли из его состава в 1998 году). «Московская славянская языческая община», зарегистрированная в 1994 году, временно была среди учредителей ССО СРВ. В ядро объединения вошло также издательство «Русская правда», представленное Александром Аратовым. 19 июля того же года главой ССО СРВ был избран Казаков. Первоначальное название «Славянский Союз» (СС), предложенное Казаковым, было отвергнуто из-за неоднозначного звучания его аббревиатуры (СС). Однако критики называют объединение «СС».
Община Богумила, исключённая из ССО СРВ, в декабре 1998 года, изменила название вначале на Обнинскую славянскую общину «Триглав», а затем на Обнинскую родноверческую общину «Триглав». В 2000 году она вступила в объединение «Велесов круг».
В июле 1999 года Верховным волхвом ССО СРВ был избран Доброслав.
В 2005 ССО СРВ был зарегистрирован как централизованная религиозная организация.
С 2009 года издаётся журнал «Родноверие».
В 2011 году главой и верховным жрецом ССО СРВ вместо Казакова был избран Максим Ионов (Белояр).
В 2014 ССО СРВ прошёл государственную регистрацию как межрегиональная общественная организация.
В 2015 у деревни Красотынка (сельское поселение «Село Авчурино») Калужской области открыт храм Огня Сварожича. Создан этнографический музей.
В 2015 году на союзном вече жрецов Ионов был переизбран на новый срок.
По данным Единого государственного реестра юридических лиц Межрегиональная общественная организация по поддержке и развитию славянской культуры «Союз Славянских Общин Славянской Родной Веры» (МОО ССО СРВ) 15 ноября 2023 года ликвидирована как юридическое лицо по решению суда (председатель правления — Ионов Максим Анатольевич).

## Идеология
Взгляды Вадима Казакова находятся в русле расистских неоязыческих «славянско-арийских» идей. Он разделяет идеи «чистоты крови» и пишет о необходимости объединения Европы в «единое белое братство». Является учеником Алексея Добровольского (Доброслава) и ориентируется на «языческий социализм» последнего. Казаков призывал русских вернуться к славянским дохристианским именам. Публиковался в газете «Русская правда» Александра Аратова, с которым он имеет тесные связи. Некоторые свои идеи Казаков изложил в книге «Именослов. Словарь славянских имён и прозвищ», выдержавшей три издания. Казаков и волхв Богумил (лидер Обнинской ведической общины «Трояна») предприняли попытку упорядочить «славянский» (родноверческий) пантеон богов и обрядность, выпустив об этом книгу («Мир славянских богов», 1997). Они считали себя продолжателями дела вятичей, дольше других славянских племён сопротивлявшихся введению христианства, а ныне якобы возглавляющих возвращение к «древней исконной вере». Члены «Калужской общины» придерживаются радикальных политических взглядов.
Со второй половины 1990-х годов «Московская славянская языческая община», а вслед за ней и «Калужская языческая община» избегают термина «язычество». Представители этих общин предпочитают называть себя «славяне», свою религию они называют «Славянством». По их мнению, «славянин» означает «славящий богов».
По собственным заявлениям, ССО СРВ стремится возродить подлинные верования и обряды древнеславянской религии, дистанцируясь от «неоязыческого новодела».
В ССО СРВ, в том числе под влиянием Казакова, вера считается «славянской», а не языческой. Её последователи называют себя также «родноверами». Лозунгами для Казакова служат «Природа, Родина, Народ» (создан Доброславом) и «одна Родина, одна кровь, один язык, одна вера».
Единым Богом всех богов почитается Род, акцентируется кровная принадлежность к славянству и недопустимость почитания неславянских богов.
Согласно «Слову о Вечевом центре и Содружестве языческих объединений» (2016), представители объединения рассматривают в качестве тождественных понятия «язычество», «Традиция», «Природная Традиция» и «Природная Вера».
Свою задачу Казаков видит в восстановлении славянского язычества в общегосударственном масштабе, поэтому стремится зарегистрировать централизованную организацию. По словам Казакова, организационная структура языческой общины должна обладать чёткой иерархией.
Имеется несколько этапов вхождения в славянские общины и ССО СРВ:
1. двоеверец, человек, посещающий славянские праздники наравне с исповеданием других религий;
2. прихожанин, то есть регулярно посещающий обряды;
3. «славянин», человек, принявший «славянскую веру» и прошедший обряд имянаречения, получивший право носить славянскую одежду;
4. член ССО СРВ, «ответственные люди, готовые участвовать в деятельности Союза, они имеют право быть избранными в руководящие органы ССО и участвуют в ежегодном Вече»;
5. член Общины — руководство ССО СРВ (8 человек в Калуге), из членов Общины выбирается старейшина.

Казаков декларирует широкую идеологическую позицию, позволяющую принимать людей разных политических взглядов.
По мнению этнолога В. А. Шнирельмана, «у русских, украинцев, белорусов, литовцев, латышей и армян, где можно смело говорить об „изобретении традиции“», потерявшей всякую связь с традицией и подлинно народной культурой. А. В. Гурко полагает, что понятие «неоязычество» «можно определять исходя из термина „язычество“, обозначающего разнородные политеистические религии, культы, верования, и определения новых религиозных движений, для которых характерны синкретизм, активное использование средств массовой информации, коммуникаций, апокалипсизм, миссионерство». Однако применение термина «неоязычество», то есть, дословно, новое язычество, к течению, давно утерявшему связь с традиционной культурой, порождает неверные смысловые коллизии, на которые обратил внимание М. А. Васильев.
Религиовед A. B. Гайдуков относит ССО СРВ к числу национал-патриотических групп.
В августе 1997 году Казаков принял участие в работе Европейского природного религиозного объединения «Всемирный конгресс этнических религий» (ECER). В 1999 году он провёл в Калуге первое «Всеславянское вече». На Вече в Калугу съехались 102 участника, единогласно признавшие духовный авторитет волхва Доброслава. Однако уже через год Казаков и Аратов разорвали отношения с последним. К тому времени в ССО СРВ вошли пятнадцать славянских родноверческих общин из Калуги, Москвы, Обнинска, Рязани, Рыбинска, Смоленска, Орла и Тамбова. Его кормчим был избран Казаков, верховным жрецом стал Мирослав (Киселёв, город Орёл), скарбником (казначеем) — Огневед (Александр Аратов). К 2000 году ССО СРВ включал до 1000 членов вместе с прихожанами. К 2006 году объединение охватывало восемь земель и включало 17 общин России и Украины.
ССО СРВ стремится реализовать идею общеславянского сплочения. В январе 2004 года Казаков и Аратов участвовали в учредительном съезде Русского освободительного движения «Национально-державный путь России» (РОД НДПР). 23—24 апреля 2004 года в Калуге был организован Первый международный съезд славянских общин, который заявил об «оголтелой агрессии иудо-христианства» и постановил, что ССО СРВ вливается в РОД НДПР. В съезде приняли участие 90 делегатов из России, Украины и Белоруссии. На съезд было запрещено приезжать членам «Круга языческой традиции» как «космополитической организации воинствующих интернационалистов», а также инглингам, которые «дискредитировали возрождающееся славянское движение». Не были приглашены члены группы Доброслава, представители «Мёртвой воды» и «ВсеЯСветной грамоты», а также «духовные ведические социалисты» Владимира Данилова.
13 июля 2003 года на Перуновом острове на Днепре (Киев) по инициативе Галины Лозко и П. В. Тулаева состоялось Первое международное славянское родовое вече, где было положено начало кооперации между родноверческими общинами России, Украины, Беларуси, Польши и Болгарии. Россию, кроме Тулаева, представляли лидеры ССО СРВ Казаков и жрец Мирослав, от Беларуси присутствовал волхв В. А. Сацевич. В качестве эксперта по «историческому ревизионизму, расологии и антропологии» перед участниками выступал В. Истархов (В. А. Иванов). Он высказался о мировоззрении «Белого Человека» и о «противостоянии арийства и сионизма». Вече приняло решение «давать врагам достойный отпор». Славянское родовое вече противопоставило себя «Всемирному конгрессу этнических религий». Последний исходит из принципа равенства народов, Вече признаёт идеи иерархии и приоритета расы.
7—8 августа 2004 года по приглашению Сацевича на турбазе «Салют» под городом Кобрином (Беларусь) состоялось Второе международное славянское родовое вече. Помимо неоязычников, на нём присутствовали представители от НДПР (С. Н. Терехов, В. М. Дёмин и др.). Российских неоязычников представляли П. Тулаев (Буян) от «расологического» журнала «Атеней», Казаков, В. С. Лапшин и Крада Велес от ССО СРВ, Вышеслав из общины «Схорон еж словен» (Санкт-Петербург), В. К. Федосов и А. Б. Тищенко из «Союза венедов» и скинхед А. Талакин (Лютый) из «Солнцеворота» (Санкт-Петербург), представители Московской общины «РОД» и Огневед (А. Аратов) от издательства «Русская Правда» из Москвы, «министр Перуна» Яросвет (В. В. Солохин) из организации «Духовно-родовая держава Русь» из Астрахани, а также несколько человек из движения Виссариона. Принимали участие украинские (Лозко от родноверов Украины и О. Обревко — Ведана от полтавской общины «Православие») и белорусские (Сацевич от «Общества борьбы за народную трезвость», В. Мисиюк от клуба «Загородье» и Турояр от клуба «Ойра») неоязычники. Казаков говорил о необходимости соблюдения «генетического принципа» при формировании общин, Тулаев поднял тему «арийско-славянской» истории.
Вече стало ежегодным. Следующее Вече было проведено в Калуге в 2005 году под руководством Казакова. После 2005 года Казаков перестал участвовать в данном движении. С того времени Россию на этих мероприятиях представляют только журнал «Атеней» и петербургский «Союз Венедов».
В августе 2008 года после акта вандализма на одном из капищ четыре родноверческих объединения, ССО СРВ, «Круг языческой традиции» (КЯТ), «Велесов круг» и «Схорон еж словен» (Владимир Голяков — Богумил Второй), начали сближение, создав Консультационный совет четырёх объединений. В него вошли по два представителя от каждого объединения, в том числе Вадим Казаков и Максим Ионов (жрец Белояр) — от ССО СРВ, Дмитрий Гаврилов (волхв Иггельд) и Сергей Дорофеев (волхв Веледор) — от КЯТ, Д. А. Гасанов (волхв Богумил) — от «Велесова круга». Почвой для этого стало совместное выступление против осквернения священных мест, почитаемых язычниками, а также неприятие того, что они назвали «псевдоязычеством». В 2011 году «Схорон еж словен» добровольно покинул Совет.
В декабре 2009 года ССО СРВ и КЯТ сделали совместное заявление, в котором осуждаются авторы Валерий Чудинов, Николай Левашов, Геннадий Гриневич, Александр Хиневич, Алексей Трехлебов:
Декларируемые ими воззрения, хотя и являются авторским творчеством упомянутых граждан или их сознательной провокацией, подаются как образцы языческих взглядов и языческого миропонимания. Мы не можем разделить идеологические и околонаучные взгляды перечисленных лиц и их последователей. Более того… Мы считаем своим долгом предупредить всех сторонников языческого мировоззрения о том, что при чтении книг названных авторов они могут быть введены в заблуждение теориями, замаскированными под науку, которые изложены в сочинениях упомянутых лиц. Это псевдоязыческое учение, псевдолингвистика, лженаука и откровенные домыслы. В конечном счёте всё это ведёт лишь к дискредитации как современного языческого движения, так и российской науки.
По мнению религиоведа A. B. Гайдукова, это обращение является попыткой части родноверов оградить себя от радикальных проявлений национализма или «эзотерических девиаций».
В мае 2012 года ССО СРВ, «Велесов круг» и КЯТ заключили соглашение «О жрецах славянских», в котором, в частности, признали псевдонаучными и наносящими вред «Славянской вере» теории на почве мифологии и фольклористики А. И. Барашков (Асова), В. Ю. Голякова (Богумила Второго), Ю. В. Гомонова, Н. В. Левашова, А. В. Трехлебова, В. А. Шемшука; теории на поприще языка, речи и традиционного мышления Н. Н. Вашкевича, Г. С. Гриневича, М. Н. Задорнова, А. Ю. Хиневича, В. А. Чудинова; теории на поприще истории — Ю. Д. Петухова, А. А. Тюняева, А. Т. Фоменко, а также их продолжателей, последователей и им подобных.
В первом пункте того же соглашения говорится, что славянскими жрецами и жрицами могут быть только представители «славянского народ», а и в исключительных случаях другие носители «индоевропейского родового наследия и обычая», принявшие славянские язык, культуру и «Родную Веру» и доказавшие принадлежность к «Славянству».
В декабре 2013 года ССО СРВ, «Велесов круг» и КЯТ выступили с осуждением лидера «украинской религиозной секты» «Родовое Огнище Славянской Родной Веры» Владимира Куровского.
27 августа 2016 года в Коломенском (Москва) состоялось совещание восемнадцати волхвов и жрецов — представителей ряда неоязыческих объединений — славянских, «эллинских», северогерманских, и последователей «Европейского ведовства». Собранию предшествовало длительное предварительное обсуждение рабочей группой насущных проблем неоязыческого движения. На встрече были представлены: «Международная Языческая Федерация» (PFI), ССО СРВ (включая Белояра в качестве жреца и главы и Казакова в качестве жреца и соучредителя), КЯТ, «Велесов круг», «Московский Дом Виккан», Олимпийская религиозная лига «Освобождение разума», альманах «Сага» («проект Союза Вольных Асатру»), «Собрание славянских общин Родная Земля». Был образован «Вечевой центр языческих объединений», а в последующие месяцы приняты его концептуальные документы. В состав этого коллегиального органа входят 24 неоязыческих деятеля. Предлагается «создать Содружество объединений (последователей Природной Веры) в России, Беларуси и других странах, сплочённых общим историко-культурным пространством».

## Структура и численность
По состоянию на 2016 год имелись общины в Москве, Калуге, Орле, Тамбове, Смоленске, Ставрополе, Новосибирске, Кемерово, Белоруссии и на Украине.
Высшим органом ССО СРВ является Вече, на котором избираются глава Союза, верховный жрец и скорбник (казначей), а также Проверочный совет, обеспечивающий сохранность капища, а также блюда и напитки для обрядов.
Численность ССО СРВ оценивалась исследователями в 2002—2003 годах на уровне 1000 человек или чуть менее. Сам Вадим Казаков в 2007 году оценивал численность ССО СРВ в 3000 человек.

## Связи с другими организациями
В декабре 1998 года Обнинская ведическая община «Трояна», возглавляемая волхвом Богумилом (Д. А. Гасановым) и «Московская славянская языческая община» вышли из состава ССО СРВ. В конце 2008 года часть бывших членов ССО СРВ во главе с Ириной Волковой организовала Союз славянских общин «Северный Союз» (ныне Всероссийский религиозный союз «Русская народная вера»), в ССО СРВ считающийся недружественной организацией.
Родноверы ССО СРВ поддерживают контакты со скинхедами, последние используют их интернет-форумы для переговоров. С помощью ССО СРВ осенью 2003 года в Нижнем Новгороде была создана скинхедовская Славянская дружина «Волки Хорса», в которую вошло около десятка членов.
Представители родноверческих объединений ССО СРВ, «Велесов круг» и «Круг языческой традиции» образуют «Консультативно-координационный совет» («Совет Трёх»).

## Восприятие
В произведениях связанного с неоязычеством фантаста Василия Головачёва свободолюбивые современные русские язычники борются с тёмными силами, представленными евреями, масонами, христианами и «небелыми» расами. По сюжету романов «Ведич» (2007) и «Не русские идут, или носители смерти» (2009) защиту русских осуществляет Союз славянских общин, ассоциируемый с Калугой, что отсылает к деятельности ССО СРВ.